# Елена Ильина
Еле́на Ильина́ (настоящее имя — Ли́я Я́ковлевна Пре́йс, урождённая Марша́к; 16 [29] июня 1901, Острогожск, Воронежская губерния, Российская империя — 2 ноября 1964, Москва, СССР) — русская советская писательница. 

## Биография
Родилась 16 (29) июня 1901 года в Острогожске Воронежской губернии (ныне Воронежская область) в еврейской семье. Сестра писателей С. Я. Маршака и М. Ильина. Окончила словесное отделение Ленинградского института истории искусств в 1926 году. 
Дебютировала в печати в 1925 году рассказом в журнале «Новый Робинзон». В том же году выпустила первую книгу «Турусы на колёсах». В дальнейшем печаталась в журналах «Ёж», «Чиж», «Костёр», «Пионер», «Мурзилка» и др. Автор повестей «Медведь-гора» (1936), «Переход через границу» (1936), «Двадцать третий пассажир» (1936), «Четвёртая высота» (о подвиге Гули Королёвой, 1945), «Это моя школа» (первоначально повесть называлась «Всегда готовы»; 1955), документальной повести для детей «Неутомимый путник. Детство, юность и молодые годы Карла Маркса» (1964), рассказов «Печать управдома» (1927), «Онорино», «В автобусе», «Белая Рыжая» (1931), а также сборника документальных рассказов «Четыре мая» (1941).
Елене Ильиной принадлежит много рассказов, стихов и сказок для детей младшего и среднего возраста, которые составили сборники и книги «Лёшка беспризорный», «Два детдома» (1928), «Сорока ворона» (1930), «Наш поезд» (1930), «Был у Кати день рожденья» (1963), «Шум и шумок», «Пушистый гость» (две версии 1937 г. и 1959 г.), «Топ-топ». Занималась также переводами произведений иностранной литературы на русский язык. Перевела книгу стихов башкирских поэтов «С отвагой в сердце». Многие произведения Елены Ильиной ныне являются библиографической редкостью.
Стиль Ильиной был разнообразным в соответствии с той возрастной группой читателей, которой в тот или иной период адресовались её произведения. В целом же она всегда стремилась к серьёзному разговору даже с самыми маленькими читателями, старалась заинтересовать детей событиями и явлениями окружающей их жизни.
Умерла 2 ноября 1964 года.

## Семья
Муж — Илья Исаакович Прейс (1892—1958), историк и философ.

## Публикации
- Елена Ильина. Турусы на колесах: Стихи для детей. Л.: Радуга, 1925. — 16 с.
- Елена Ильина. Два детдома: Стихи для детей. М.:: Государственное издательство, 1928. — 12 с.
- Елена Ильина. Медведь-гора. М.—Л., Детиздат, 1936. — 156 с.
- Елена Ильина. Пушистый гость. М.—Л.: Издательство детской литературы, 1937. — 59 с.
- Лия Прейс. Земля наша: Стихи. Уфа: Башгосиздат, 1943. — 32 с.
- Елена Ильина. Четвёртая высота: Повесть. М.—Л.: Детгиз, 1949. — 306 с.
- Елена Ильина. Шум и Шумок и другие сказки. М.—Л.: Детгиз, 1949. — 32 с.
- Елена Ильина. Это моя школа: Повесть. М.—Л.: Детгиз, 1955. — 306 с.
- Елена Ильина. Неутомимый путник. М.: Детская литература, 1964. — 384 с.

## Память
Похоронена в Москве на Новодевичьем кладбище.